# Tour de Catar 2013
La 12.ª edición del Tour de Catar tuvo lugar del 3 de febrero al 8 de febrero de 2013 con un recorrido de 732,2 km entre Kathara Cultural Village y Doha.
La carrera formó parte del UCI Asia Tour 2012-2013, dentro de la categoría 2.HC (máxima categoría de estos circuitos).
El ganador final fue Mark Cavendish (quien además se hizo con cuatro de las seis etapas y la clasificación por puntos). Le acompañaron en el podio Brent Bookwalter (vencedor de una etapa) y Taylor Phinney (ganador de la clasificación de los jóvenes), respectivamente.
En la otra clasificación secundaria se impuso el BMC Racing (equipos).

## Equipos participantes
Tomaron parte en la carrera 18 equipos: 12 equipos de categoría UCI ProTour; 5 de categoría Profesional Continental; y la Selección de Japón. Formando así un pelotón de con 142 ciclistas, con 8 corredores cada equipo (excepto la Selección de Japón que salió con 7), de los que acabaron 134. Los equipos participantes fueron:
| N.º     | Equipo                               | Cód. UCI | Categoría               |
| ------- | ------------------------------------ | -------- | ----------------------- |
| 1-8     | Omega Pharma-Quick Step Cycling Team | OPQ      | UCI ProTeam             |
| 11-18   | Sky Procycling                       | SKY      | UCI ProTeam             |
| 21-28   | RadioShack Leopard                   | RLT      | UCI ProTeam             |
| 31-38   | BMC Racing Team                      | BMC      | UCI ProTeam             |
| 41-48   | FDJ                                  | FDJ      | UCI ProTeam             |
| 51-58   | Team Saxo-Tinkoff                    | TST      | UCI ProTeam             |
| 61-68   | Astana Pro Team                      | AST      | UCI ProTeam             |
| 71-78   | IAM Cycling                          | IAM      | Profesional Continental |
| 81-88   | Team Argos-Shimano                   | ARG      | UCI ProTeam             |
| 91-98   | Cannondale Pro Cycling               | CAN      | UCI ProTeam             |
| 101-110 | AG2R La Mondiale                     | ALM      | UCI ProTeam             |
| 111-118 | Orica GreenEDGE                      | OGE      | UCI ProTeam             |
| 121-128 | Vacansoleil-DCM Pro Cycling Team     | VCD      | UCI ProTeam             |
| 131-138 | Team NetApp-Endura                   | TNE      | Profesional Continental |
| 141-147 | Katusha                              | KAT      | Profesional Continental |
| 151-158 | Champion System Pro Cycling Team     | CSS      | Profesional Continental |
| 161-168 | Bardiani Valvole-CSF Inox            | LPM      | Profesional Continental |
| 171-177 | Selección de Japón                   |          | Selección nacional      |

## Etapas

### Etapa 1, 03-02-2013:Kathara Cultural Village–Dukhan Beach, 145 km
|   | Ciclista         | Equipo             | Tiempo          |
| - | ---------------- | ------------------ | --------------- |
| 1 | Brent Bookwalter | BMC Racing         | 3 h 28 min 47 s |
| 2 | Martin Elmiger   | IAM                | m.t.            |
| 3 | Grégory Rast     | RadioShack Leopard | m.t.            |
| 4 | Bernhard Eisel   | Sky                | s.t.            |
| 5 | Elia Viviani     | Cannondale         | m.t.            |

|   | Ciclista         | Equipo             | Tiempo          |
| - | ---------------- | ------------------ | --------------- |
| 1 | Brent Bookwalter | BMC Racing         | 3 h 28 min 37 s |
| 2 | Martin Elmiger   | IAM                | a 4 s           |
| 3 | Grégory Rast     | RadioShack Leopard | a 6 s           |
| 4 | Bernhard Eisel   | Sky                | m.t.            |
| 5 | Taylor Phinney   | BMC Racing         | m.t.            |

### Etapa 2, 04-02-2013:Al Rufaa Street-Al Rufaa Street, 14 km (CRE)
|   | Equipo                  | Tiempo      |
| - | ----------------------- | ----------- |
| 1 | BMC Racing              | 16 min 07 s |
| 2 | Sky                     | a 5 s       |
| 3 | Omega Pharma-Quick Step | a 10 s      |
| 4 | RadioShack Leopard      | a 11 s      |
| 5 | Katusha                 | a 15 s      |

|   | Ciclista          | Equipo     | Tiempo          |
| - | ----------------- | ---------- | --------------- |
| 1 | Brent Bookwalter  | BMC Racing | 3 h 44 min 44 s |
| 2 | Taylor Phinney    | BMC Racing | a 6 s           |
| 3 | Adam Blythe       | BMC Racing | a 10 s          |
| 4 | Greg Van Avermaet | BMC Racing | m.t.            |
| 5 | Michael Schär     | BMC Racing | m.t.            |

### Etapa 3, 05-02-2013:Al Wakrah–Mesaieed, 146 km
|   | Ciclista          | Equipo                  | Tiempo          |
| - | ----------------- | ----------------------- | --------------- |
| 1 | Mark Cavendish    | Omega Pharma-Quick Step | 3 h 05 min 14 s |
| 2 | Barry Markus      | Vacansoleil-DCM         | m.t.            |
| 3 | Aidis Kruopis     | Orica GreenEDGE         | m.t.            |
| 4 | Nacer Bouhanni    | FDJ                     | m.t.            |
| 5 | Heinrich Haussler | IAM                     | m.t.            |

|   | Ciclista          | Equipo                  | Tiempo          |
| - | ----------------- | ----------------------- | --------------- |
| 1 | Brent Bookwalter  | BMC Racing              | 6 h 49 min 58 s |
| 2 | Taylor Phinney    | BMC Racing              | a 6 s           |
| 3 | Adam Blythe       | BMC Racing              | a 7 s           |
| 4 | Mark Cavendish    | Omega Pharma-Quick Step | a 8 s           |
| 5 | Greg Van Avermaet | BMC Racing              | a 10 s          |

### Etapa 4, 06-02-2013:Camel Race Track–Al Khor Corniche, 160 km
|   | Ciclista           | Equipo                    | Tiempo          |
| - | ------------------ | ------------------------- | --------------- |
| 1 | Mark Cavendish     | Omega Pharma-Quick Step   | 3 h 30 min 05 s |
| 2 | Barry Markus       | Vacansoleil-DCM           | m.t.            |
| 3 | Andrea Guardini    | Astana                    | m.t.            |
| 4 | Filippo Fortin     | Bardiani Valvole-CSF Inox | m.t.            |
| 5 | Alexander Kristoff | Katusha                   | m.t.            |

|   | Ciclista          | Equipo                  | Tiempo           |
| - | ----------------- | ----------------------- | ---------------- |
| 1 | Mark Cavendish    | Omega Pharma-Quick Step | 10 h 20 min 01 s |
| 2 | Brent Bookwalter  | BMC Racing              | a 2 s            |
| 3 | Taylor Phinney    | BMC Racing              | a 8 s            |
| 4 | Adam Blythe       | BMC Racing              | a 9 s            |
| 5 | Greg Van Avermaet | BMC Racing              | a 12 s           |

### Etapa 5, 07-02-2013:Al Zubara Fort–Madinat Al Shamal, 154 km
|   | Ciclista           | Equipo                  | Tiempo          |
| - | ------------------ | ----------------------- | --------------- |
| 1 | Mark Cavendish     | Omega Pharma-Quick Step | 3 h 11 min 11 s |
| 2 | Yauheni Hutarovich | Ag2r La Mondiale        | m.t.            |
| 3 | Aidis Kruopis      | Orica GreenEDGE         | m.t.            |
| 4 | Adam Blythe        | BMC Racing              | m.t.            |
| 5 | Luke Rowe          | Sky                     | m.t.            |

|   | Ciclista         | Equipo                  | Tiempo           |
| - | ---------------- | ----------------------- | ---------------- |
| 1 | Mark Cavendish   | Omega Pharma-Quick Step | 13 h 30 min 59 s |
| 2 | Brent Bookwalter | BMC Racing              | a 15 s           |
| 3 | Taylor Phinney   | BMC Racing              | a 20 s           |
| 4 | Adam Blythe      | BMC Racing              | a 22 s           |
| 5 | Bernhard Eisel   | Sky                     | a 24 s           |

### Etapa 6, 08-02-2013:Sealine Beach Resort–Corniche de Doha, 116 km
|   | Ciclista           | Equipo                  | Tiempo          |
| - | ------------------ | ----------------------- | --------------- |
| 1 | Mark Cavendish     | Omega Pharma-Quick Step | 2 h 24 min 31 s |
| 2 | Yauheni Hutarovich | Ag2r La Mondiale        | m.t.            |
| 3 | Barry Markus       | Vacansoleil-DCM         | m.t.            |
| 4 | Adam Blythe        | BMC Racing              | m.t.            |
| 5 | Taylor Phinney     | BMC Racing              | m.t.            |

|   | Ciclista         | Equipo                  | Tiempo           |
| - | ---------------- | ----------------------- | ---------------- |
| 1 | Mark Cavendish   | Omega Pharma-Quick Step | 15 h 55 min 20 s |
| 2 | Brent Bookwalter | BMC Racing              | a 25 s           |
| 3 | Taylor Phinney   | BMC Racing              | a 26 s           |
| 4 | Adam Blythe      | BMC Racing              | a 30 s           |
| 5 | Bernhard Eisel   | Sky                     | a 32 s           |

## Clasificaciones finales

### Clasificación general
| Posición | Ciclista             | Equipo                  | Tiempo           |
| -------- | -------------------- | ----------------------- | ---------------- |
|          | Mark Cavendish       | Omega Pharma-Quick Step | 15 h 55 min 20 s |
| 2        | Brent Bookwalter     | BMC Racing              | a 25 s           |
| 3        | Taylor Phinney       | BMC Racing              | a 26 s           |
| 4        | Adam Blythe          | BMC Racing              | a 30 s           |
| 5        | Bernhard Eisel       | Sky                     | a 32 s           |
| 6        | Greg Van Avermaet    | BMC Racing              | m.t.             |
| 7        | Michael Schär        | BMC Racing              | a 35 s           |
| 8        | Edvald Boasson Hagen | Sky                     | a 39 s           |
| 9        | Luke Rowe            | Sky                     | a 40 s           |
| 10       | Geraint Thomas       | Sky                     | m.t.             |

### Clasificación de los sprints
| Posición | Ciclista           | Equipo                  | Puntos |
| -------- | ------------------ | ----------------------- | ------ |
|          | Mark Cavendish     | Omega Pharma-Quick Step | 70     |
| 2        | Barry Markus       | Vacansoleil-DCM         | 33     |
| 3        | Yauheni Hutarovich | Ag2r La Mondiale        | 24     |

### Clasificación de los jóvenes
| Posición | Ciclista       | Equipo     | Tiempo           |
| -------- | -------------- | ---------- | ---------------- |
|          | Taylor Phinney | BMC Racing | 15 h 45 min 56 s |
| 2        | Adam Blythe    | BMC Racing | a 4 s            |
| 3        | Luke Rowe      | Sky        | a 14 s           |

### Clasificación por equipos
| Posición | Equipo                  | Tiempo           |
| -------- | ----------------------- | ---------------- |
|          | BMC Racing              | 47 h 15 min 31 s |
| 2        | Sky                     | a 5 s            |
| 3        | Omega Pharma-Quick Step | a 10 s           |

## Evolución de las clasificaciones
| Etapa (Vencedor)             | Clasificación general | Clasificación por puntos | Clasificación de los jóvenes | Clasificación por equipos |
| ---------------------------- | --------------------- | ------------------------ | ---------------------------- | ------------------------- |
| 1.ª etapa (Brent Bookwalter) | Brent Bookwalter      | Brent Bookwalter         | Taylor Phinney               | BMC Racing                |
| 2.ª etapa (CRE) (BMC Racing) | Brent Bookwalter      | Brent Bookwalter         | Taylor Phinney               | BMC Racing                |
| 3.ª etapa (Mark Cavendish)   | Brent Bookwalter      | Mark Cavendish           | Taylor Phinney               | BMC Racing                |
| 4.ª etapa (Mark Cavendish)   | Mark Cavendish        | Mark Cavendish           | Taylor Phinney               | BMC Racing                |
| 5.ª etapa (Mark Cavendish)   | Mark Cavendish        | Mark Cavendish           | Taylor Phinney               | BMC Racing                |
| 6.ª etapa (Mark Cavendish)   | Mark Cavendish        | Mark Cavendish           | Taylor Phinney               | BMC Racing                |
| Clasificación final          | Mark Cavendish        | Mark Cavendish           | Taylor Phinney               | BMC Racing                |